# Epioblasma turgidula
Epioblasma turgidula foi uma espécie de bivalve da família Unionidae. Foi endémica dos Estados Unidos da América.